# Costanza Farnèse
Costanza Farnèse (vers 1500 à Rome - 23 mai 1545 à Rome), comtesse de Santa Fiora, est la fille du pape Paul III  et de Silvia Ruffini .

## Biographie
Costanza est la sœur aînée de Pierre-Louis, duc de Parme, de Paolo et de Ranuccio. Par sa mère, elle est également la demi-sœur du cardinal Tiberio Crispo. Née avant que son père ne devienne pape, Costanza n'est pas légitimée comme ses frères, et est seulement reconnue comme fille naturelle, car sa mère était encore mariée au moment de sa naissance .
Elle épouse en 1517 Bosio II Sforza , comte de Santa Fiora, ils ont dix enfants :
- Guido Ascanio Sforza (1518-1564), cardinal [1],
- Sforza Sforza (1520-1575), comte de Santa Fiora [1], épouse Caterina de' Nobili avec qui il a deux enfants :
  - Costanza Sforza (1558-1617), épouse de Giacomo Boncompagni [1],
  - Francesco Sforza (1562-1624), cardinal [1],
- Francesca Sforza (1522-1548), mariée en 1537 à Girolamo Orsini, seigneur de Bracciano, fils de Felice della Rovere, puis en 1546 à Lelio dell'Anguillara [1],
- Carlo Sforza (1524-1571), amiral,
- Mario Sforza (1530-1591), comte de Santa Fiora, épouse Fulvia Conti [1],
- Alessandro Sforza (1534-1581), cardinal [1],
- Paolo Sforza (1535-1597), marquis de Proceno,
- Giulia Sforza (?-?), épouse en 1543 Sforza Pallavicino, marquis de Cortemaggiore,
- Faustina Sforza (? - avant 1566), mariée en 1546 Muzio Sforza, marquis du Caravage puis en 1558 avec Annibale Costantino Visconti Borromeo [1],
- Camilla Sforza (?-1569), mariée en 1546 à Besso Ferrero-Fieschi, marquis de Masserano [1].

Après son mariage, Costanza continue à vivre avec son père au palais Farnèse à Rome, et ses enfants sont élevés en dehors de la ville avec ceux de son frère Pierre-Louis.
Après l'accession de son père au trône pontifical, Costanza bénéficie de nombreuses faveurs, en premiers lieux une pension mensuelle de 300 scudi d'or. En 1543, elle reçoit aussi de son père le gouvernement de Bolsena et un domaine près de Pérouse. Costanza acquit une influence considérable dans les affaires ecclésiastiques. En effet, le 18 décembre 1534, deux mois seulement après l'élection de son père, elle obtient la nomination comme cardinal de son premier-né, Guido Ascanio, âgé d'à peine seize ans, et aussi celle de son demi-frère, Tiberio Crispo, le 19 décembre 1544. L'étendue de son influence se sait rapidement dans la Curie romaine, et même Ignace de Loyola lui demande d'intercéder en sa faveur.
Costanza Farnèse meurt à Rome le 23 mai 1545. C'est un coup dur pour son père qui se retire pendant quelques jours à Frascati avec Silvia Ruffini pour pleurer sa mort.

## Sources
- Katherine A. McIver, Wives, Widows, Mistresses, and Nuns in Early Modern Italy: Making the, Routledge, 2016, 159–180 p., « An Invisible Enterprise: Women and Domestic Architecture in Early Modern Italy »
- George L. Williams, Papal Genealogy: The Families and Descendants of the Popes, McFarland & Company, Inc., 1998